# Hutiacarabali
De hutiacarabali (Mysateles prehensilis)  is een zoogdier uit de familie van de stekelratten (Echimyidae). De wetenschappelijke naam van de soort werd voor het eerst geldig gepubliceerd door Poeppig in 1824.

## Voorkomen
De soort komt voor in Cuba.

## Ondersoorten
- Mysateles prehensilis prehensilis
- Mysateles prehensilis gundlachi
- Mysateles prehensilis meridionalis